# Gwiazdy polskiej muzyki lat 80. (album Sztywnego Pala Azji)
Gwiazdy polskiej muzyki lat 80. – album kompilacyjny zespołu Sztywny Pal Azji wydany w 2007 roku jako dodatek do gazety. Zawiera 14 przebojów z lat 80. Płyta pochodzi z kolekcji Dziennika i jest osiemnastą częścią cyklu "Gwiazdy polskiej muzyki lat 80.".

## Spis utworów
1. "Wieża radości, wieża samotności" – 4:54
2. "Nieprzemakalni (1)" – 2:52
3. "To jest nasza kultura" – 4:50
4. "Twoja imitacja" – 3:12
5. "Spotkanie z..." – 3:20
6. "Proces" – 2:47
7. "...póki młodość w nas" – 2:18
8. "Myśli przebrane" – 3:39
9. "Nasze reggae" – 3:44
10. "Smutna środa" – 3:06
11. "Rock’n’rollowy robak" – 2:48
12. "Nic pewnego" – 2:33
13. "Nie zmienię świata" – 3:35
14. "Kurort" – 2:52